# David Jacobus Hissink
David Jacobus Hissink (Kampen, 22 oktober 1874 — Haren, 17 januari 1956)  was een Nederlands bodemkundige. 

## Biografie
David Jacobus Hissink werd geboren op 22 oktober 1874 in Kampen. In zijn geboorteplaats doorliep hij de hogereburgerschool en vervolgens het gymnasium. In 1893 begon hij aan een studie scheikunde aan de Universiteit van Amsterdam. Hij slaagde in 1896 voor het kandidaatsexamen en twee jaar later voor het doctoraalexamen. In 1899 promoveerde hij op het proefschrift Mengkristallen van natriumnitraat en kaliumnitraat en van natriumnitraat en zilvernitraat. Datzelfde jaar reisde hij af naar Nederlands-Indië waarna hij als scheikundige aan de slag ging bij 's Lands Plantentuin te Buitenzorg op Java. Hij deed agrochemisch onderzoek naar de tabakscultuur. Dit deed hij onder andere door in Deli bemestingsproeven uit te voeren waarna de resultaten te Buitenzorg geanalyseerd werden. Omdat er geen algemene conclusie getrokken kon worden uit de resultaten besloot Hissink om de bodems van Dali systematisch in te delen. De bodems waren toen alleen op basis van uiterlijke kenmerken ingedeeld. Met het indelen op basis van fysische en chemische parameters heeft hij een begin gemaakt. Het verblijf in Nederlands-Indië is bepalend geweest voor de carrière van Hissink omdat hij zich daar begon toe te leggen op de bodemkunde. Nederlands-Indië beviel hem weinig en in 1903 keerde hij terug naar Nederland. 
Na zijn terugkeer in Nederland ging hij aan de slag als scheikundige bij het Rijkslandbouwproefstation in Goes. In 1904 werd hij benoemd tot directeur. Toen in 1906 enkele polders in Zeeland onderliepen waren ze na het droogleggen niet meer bruikbaar voor de landbouw. Het was aan Hissink om een oplossing te vinden. Hij ontdekte dat door het in aanraking komen met zout de doorlaatbaarheid van de bodem veranderd was. Hij constateerde dat natriumchloride  de doorlaatbaarheid verlaagde en calciumchloride de doorlaatbaarheid vergrootte. Later ontdekte hij wel dat de zouten die hij voor zijn proeven gebruikte niet zuiver waren. Er volgden twee belangrijke conclusies uit dit onderzoek. Onoplosbare zouten gebonden aan silicaten (of andere zuren) hebben een wisselwerking met basen in zoutoplossingen en deze aan silicaten gebonden basen hebben een grote invloed op de bodem.
In 1916 werd hij benoemd tot directeur van de afdeling voor algemeen bodemonderzoek en in 1926 werd hij directeur van het nieuw opgerichte Bodemkundig Instituut te Groningen. Samen met Jac van der Spek heeft hij zich tot aan zijn pensioen in 1939 ingezet voor de ontwikkeling van dit instituut. In 1924 ontving hij een eredoctoraat van de Ludwig Maximilians-Universiteit. Datzelfde jaar werd hij voor een vijfjarige termijn benoemd tot secretaris-generaal van de International Society of Soil Science (ISSS), waarvan hij als een van de grondleggers wordt gezien. Na zijn termijn vervulde hij de functie van secretaris. In 1930 werd hij benoemd tot officier in de Orde van Oranje-Nassau en in 1939 tot ridder in de Orde van de Nederlandse Leeuw.
Hissink gold als iemand die internationaal contact onderhield met zijn vakgenoten. Toen de Tweede Wereldoorlog uitbrak, werd het onderhouden van contacten onmogelijk maar na de oorlog werden deze contacten weer hersteld. In 1950 werd het vierde Congress of Soil Science in Amsterdam gehouden, mede als eerbetoon aan Hissink.
Zijn laatste jaren bracht hij door in Huize Avondlicht gelegen in Haren. Hij overleed op 17 januari 1956.

## Publicaties (selectie)
- De humus- en stikstofgehalten van de ingepolderde gronden in de voormalige Zuiderzee (1954).
- Twintig jaar bodemkundig onderzoek (1916-1936) ; Tien jaar Bodemkundig instituut (1926-1936) (1936).
- De bodemkundige gesteldheid van de achtereenvolgens ingedijkte Dollardpolders : bijdrage tot de kennis van het verouderingsproces van de zware kleigronden (1935).
- Tot welke gevolgtrekkingen geven aschanalysen van verschillende Nederlandsche hooisoorten aanleiding? (1914).
- De methode voor het meststoffenonderzoek volgens Mitscherlich (1913).
- Het zoutgehalte van de op 12 Maart 1906 ondergeloopen Zeeuwsche polders (1907).
- De invloed van verschillende zoutoplossingen op het doorlatingsvermogen van den bodem (1907).
- Verslag der Voedermeelenquète, ingesteld door het Rijkslandbouwproefstation Goes in de maanden Nov. en Dec. 1904 (1905).
- Verslag omtrent de op Deli in 1902 genomen bemestingsproeven en omtrent grondanalyses van Deligronden (1904).
- Mengkristallen van natriumnitraat en kaliumnitraat en van natriumnitraat en zilvernitraat (1899, proefschrift).